# Haralson County
Haralson County är ett administrativt område i delstaten Georgia, USA, med 28 780 invånare. Den administrativa huvudorten (county seat) är Buchanan.

## Geografi
Enligt United States Census Bureau har countyt en total area på 733 km². 730 km² av den arean är land och 3 km² är vatten.

### Angränsande countyn
- Polk County, Georgia - nord
- Paulding County, Georgia - nordost
- Carroll County, Georgia - syd
- Cleburne County, Alabama - väst

### Orter
- Buchanan (huvudort)